# Zuoz
Zuoz (niem. hist. Zutz, Zuz; wł. hist. Zozzio) – miejscowość i gmina w południowo-wschodniej Szwajcarii, w kantonie Gryzonia, w regionie Maloja.

## Demografia
W Zuoz mieszka 1 199 osób. W 2020 roku 34% populacji gminy stanowiły osoby urodzone poza Szwajcarią. Większość ludności posługuje się niemieckim (53,22%), poza tym językiem retoromańskim (25,79%) i włoskim (9,83%).

## Transport
Przez teren gminy przebiega droga główna nr 27.